# TPMS

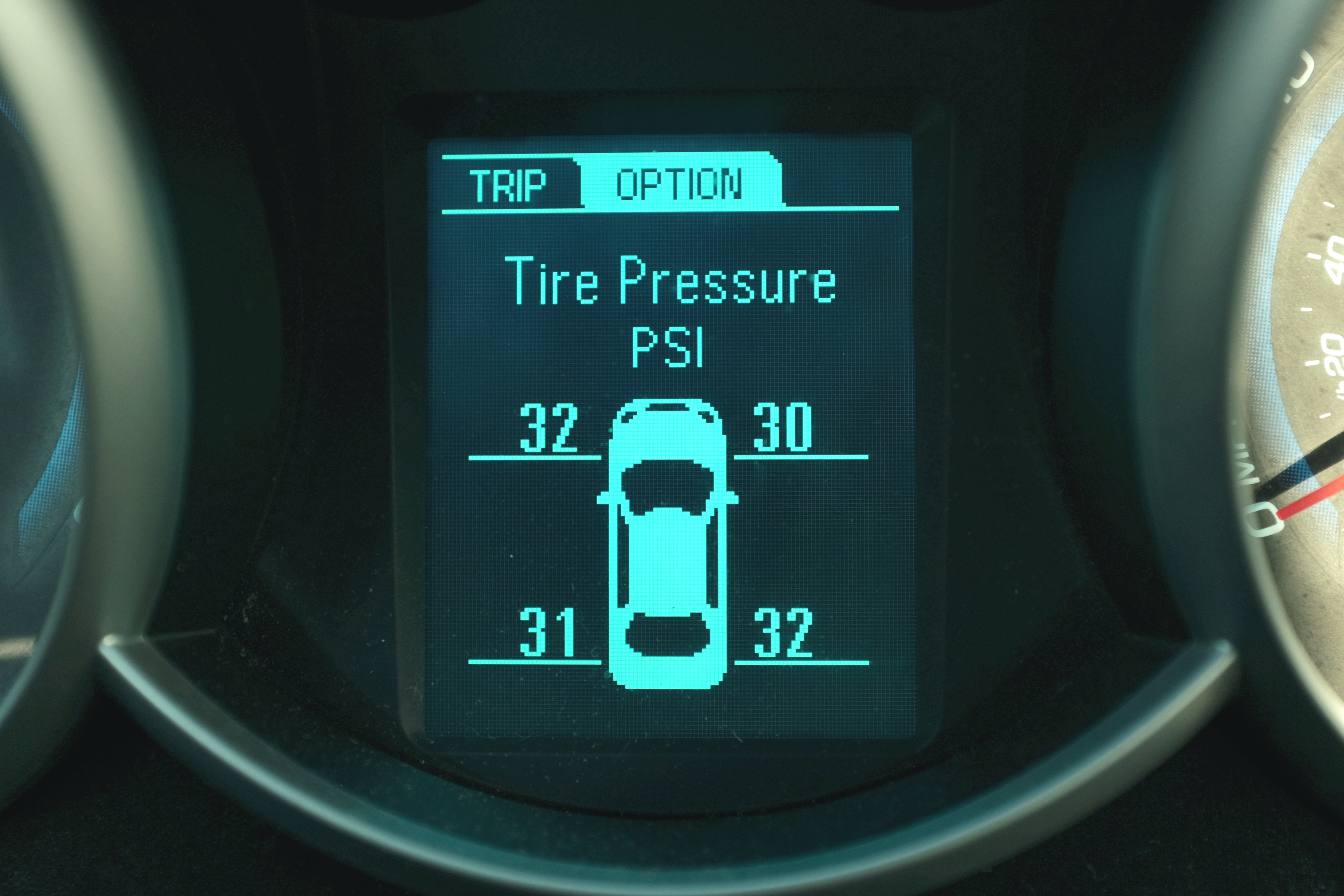
Lettura dello stato degli pneumatici in una Chevrolet Cruze

Spia della pressione degli pneumatici

Il TPMS, acronimo in inglese per Tire-pressure monitoring system, è un sistema per monitorare la pressione degli pneumatici di un veicolo.
Un TPMS segnala al conducente informazioni sulla pressione degli pneumatici in tempo reale, utilizzando un indicatore, un display o una semplice spia di bassa pressione. L'obiettivo di un TPMS è evitare incidenti stradali, scarso risparmio di carburante e maggiore usura degli pneumatici dovuta da pressioni insufficienti rilevando tempestivamente condizioni di rischio.

## Tipologie
Il TPMS può essere suddiviso in due tipi diversi: diretto (dTPMS) e indiretto (iTPMS).
- TPMS indiretto, in questo caso non si utilizza un sensore specifico che effettua una misura diretta, ma la pressione viene rilevata indirettamente sfruttando i sensori di altri sistemi di bordo, quali l'ABS e l'ESP, dove viene rilevata la rotazione delle diverse ruote e verifica che la rotazione delle stesse sia coerente (la pressione influisce sul diametro), le limitazioni di tale sistema sono costituite dal tipo di controllo, il quale oltre a richiedere qualche chilometro per rilevare l'anomalia, non può individuare un'eventuale perdita di pressione omogenea tra pneumatici.
- TPMS diretto tale sistema prevede un sensore di pressione nello pneumatico; tali sensori trasmettono i dati alla centralina via onde radio, l'inconveniente di tale sistema è la dipendenza delle batterie dei sensori e la loro delicatezza ed esposizione durante il cambio gomme.

## Diffusione
Il sistema TPMS viene installato al momento della fabbricazione del veicolo o dopo la messa in funzione.  Questa funzionalità è apparsa per la prima volta nei veicoli di lusso in Europa negli anni '80, mentre a partir dal 1 novembre 2014 tutti i nuovi veicoli immatricolati in EU hanno l'obbligo di avere il TPMS. Tuttavia in un sondaggio condotto tra novembre 2016 e agosto 2017, il 54% delle autovetture in Svezia, Germania e Spagna non era dotato di TPMS, una cifra ritenuta sottostimata.